# Hughie Campbell
Hugh "Wee Hughie" Campbell es un personaje de ficción, y el protagonista principal de la serie de cómics The Boys, creada por Garth Ennis y Darick Robertson y diseñada visualmente después de Simon Pegg. Es miembro de The Boys, un grupo de vigilantes liderados por Billy Butcher, y el autoproclamado archienemigo de A-Train. Después de la muerte de su novia Robin a manos de A-Train, se une a The Boys para vengarse de los "Supers" (es decir, individuos "superpoderosos" o "sobrehumanos", a menudo actuando como "superhéroes") creados artificialmente por la mega-conglomeración Vought-American. Más tarde se convierte en el interés amoroso de Annie January / Starlight, mientras que también se vuelve cada vez más despiadado y salvaje bajo la influencia de Butcher a medida que avanza la serie.
Hughie es interpretado por Jack Quaid en la adaptación a serie de televisión web de Amazon Prime Video y la franquicia resultante, desarrollada por Eric Kripke, con Simon Pegg interpretando a su padre en la primera y tercera temporada; si bien Pegg fue originalmente designado para protagonizar la serie como Hughie, antes de que el infierno del desarrollo lo hiciera demasiado mayor para el papel, eventualmente le daría voz al personaje en la serie animada de antolgía The Boys presenta: Diabolical.

## Apariciones

### Serie de televisión

#### The Boys(2019-presente)
En la adaptación de la serie de televisión web The Boys, Jack Quaid interpreta al personaje. En la serie, es estadounidense en lugar de escocés e inicialmente trabaja en una tienda de hardware informático, y su padre es interpretado por Simon Pegg. La madre de Hughie dejó a la familia cuando él tenía seis años. También se caracteriza por ser fanático de Billy Joel.

##### Primera temporada (2019)
En la primera temporada, A-Train mata accidentalmente a la novia de Hughie, Robin Ward, en el primer episodio, como en los cómics. Con la ayuda de Billy Butcher, decide a regañadientes vengarse de los Supes y se une a su equipo, apodado "The Boys", que incluye a Frenchie, Mother's Milk "MM", y más tarde Kimiko / The Female. Butcher relata a Hughie cómo su esposa Becca fue violada por Homelander y luego desapareció. Mientras Translucido confronta y ataca a Hughie por colocar un dispositivo de escucha en la sede de Vought International, Butcher ayuda a Hughie a noquearlo, y una serie de desventuras resultan en que Translucido sea rehén de The Boys y finalmente muera cuando Hughie detona una bomba implantada en su recto. Hughie se muda del apartamento de su padre y continúa con las escapadas de The Boys, actuando como su especialista en informática, aunque a menudo experimenta fricciones con Butcher y está constantemente conmocionado por la cantidad de matanza que causan sus misiones. También se hace amigo de Annie January, luego descubre su identidad como Starlight y comienza una relación romántica con ella a pesar de la desaprobación de Butcher. The Boys descubren el Compuesto V y su papel en la creación de Supes, y encuentran una manera de chantajear a A-Train, que es adicto a la sustancia y estaba bajo su influencia cuando atravesó a Robin. Annie se sorprende cuando descubre la asociación de Hughie con The Boys y la verdad sobre el Compuesto V, pero lo ayuda a liberar a MM, Frenchie y Kimiko cuando son secuestrados.

##### Segunda temporada (2020)
Hughie y The Boys, sin Butcher, se ven obligados a pasar a la clandestinidad y han sido tildados de fugitivos como resultado del presunto asesinato de Madelyn Stillwell por parte de Butcher. The Boys deben lidiar con un asesino que mata a sus víctimas haciendo estallar telepáticamente la cabeza, además de Stormfront, la nueva incorporación a los Siete, que es secretamente una nazi y la primera Supe jamás creada por Vought. Después de varios intentos fallidos de investigar a Vought y reclutar ayuda de la CIA, este último terminó con el asesinato de la subdirectora Susan Raynor (Jennifer Esposito) por el estalla cabezas, Frenchie contacta a Butcher debido a su necesidad de un "capitán". La brecha entre Butcher y Hughie crece. Butcher golpea a Hughie y lo amenaza de muerte después de interferir con la captura del "supervillano" Kenji, el hermano menor de Kimiko, ya que potencialmente puso en peligro su posibilidad de reunirse con Becca (aunque Butcher luego se disculpa, a lo que Hughie intenta golpearlo en represalia); Butcher minimiza el logro de The Boys de filtrar la existencia del Compuesto V a los medios, para disgusto de Hughie; y Butcher abandona a un Hughie traumatizado dentro de una ballena en la que el primero condujo un barco. Sin embargo, su relación comienza a repararse después de que MM afirma que Hughie es el "canario" de Butcher (cuya muerte indicaría que Butcher fue demasiado lejos), y después de que Hughie se entera del suicidio del hermano de Butcher, Lenny, y de su parecido físico con él.
Al mismo tiempo, Annie, desilusionada por Vought, decide ayudar en secreto a The Boys y se reúne con Hughie en lugares remotos para intercambiar información, y ocasionalmente se une a ellos en persona para ciertas misiones. Hughie llega a un punto de ruptura, pero luego aprende a ser más asertivo y se enfrenta más a Butcher. Rescata a Annie y a su madre con la ayuda de Lamplighte cuando son atrapadas y encarceladas por Vought, luego ayuda a Butcher y Becca a salvar a su hijo Ryan de Homelander y Stormfront. Al final, Hughie, Annie y The Boys son exonerados, y Hughie decide trabajar para la congresista Victoria Neuman, sin saber que ella es la que hace estalla cabezas.

##### Tercera temporada (2022)
En la tercera temporada, Hughie descubre que Neuman es la estalla cabezas cuando la ve matar a un amigo de la infancia de sus días en Red River, un hogar grupal para Supes huérfanos. Al investigar el pasado de Neuman, Hughie descubre que ella es la hija adoptiva secreta del director ejecutivo de Vought, Stan Edgar (Giancarlo Esposito) y que sus políticas anti-Vought son una oposición controlada. Al darse cuenta de que su trabajo para Neuman el año pasado ha sido en vano, se acerca a Butcher para reformar a The Boys y derrotar a Vought "a su manera", una decisión que lo lleva a su propia desilusión constante. Después de enterarse de que Butcher había estado tomando una versión temporal del Compuesto V denominada "V-24", Hughie secretamente toma un poco mientras está en una misión a Rusia para encontrar una superarma supuestamente capaz de matar a Homelander, adquiriendo la capacidad de teletransportarse (aunque perdiendo su ropa). con cada teletransportación) junto con una fuerza y durabilidad sobrehumanas. Hughie luego se une a Butcher para reclutar a Soldier Boy (Jensen Ackles) para su causa después de liberarlo accidentalmente del cautiverio ruso. Hughie se aleja de Annie y defiende su uso de V24 diciendo que "por una vez" desea poder salvarla a pesar de su insistencia en que no necesita ser salvada. Mientras tiene la misión de matar a Mindstorm, excompañero de equipo de Payback de Soldier Boy, Hughie traiciona a Soldier Boy después de dar por muerto a un Butcher hipnotizado y aprender de The Legend (Paul Reiser) que la reputación de Soldier Boy como héroe de guerra era solo propaganda. Mindstorm revive a Butcher, a quien Hughie se refería como "familia", aunque Soldier Boy lo mata a golpes con su escudo antes de que Hughie pueda cumplir su promesa de teletransportarlo a un lugar seguro. Después de que Butcher lo golpea hasta dejarlo inconsciente y lo abandona en el baño de una gasolinera para evitar que tome otra dosis potencialmente mortal de V24 (aunque sin decírselo después de enterarse de ello por parte de Annie), Hughie se da cuenta de que no necesita V24 para fuerza, contándole a Annie cómo su padre lo mantuvo después de que su madre se fue. Al darse cuenta de que Butcher intentó salvarlo, Hughie intenta salvarlo a su vez. Durante el final, Hughie casi se siente tentado a tomar otro vial de V24 cuando Annie se enfrenta a Soldier Boy, pero en lugar de eso decide mejorar los poderes de Annie encendiendo la iluminación en la Torre de los Siete, permitiéndole levitar y derribar momentáneamente a Soldier Boy. Después de la pelea, Hughie y los otros miembros de The Boys le dan la bienvenida a Annie mientras ella tira su disfraz de Starlight y se une oficialmente al equipo.

## Poderes y habilidades
Hughie en los cómics es un hombre típico, promedio y normal, que no posee superpoderes ni habilidades extraordinarias, hasta que le inyectan una inyección del Compuesto V. La dosis aplicada a Wee Hughie vale 19 mil millones de dólares y le otorga niveles sobrehumanos de fuerza y durabilidad, lo que significa que puede herir y matar casualmente a humanos normales, así como a algunos superhumanos.
En la serie, Hughie obtiene el poder de teletransportación, curación acelerada y fuerza sobrehumana después de tomar una variante temporal del Compuesto V; sin embargo, solo puede teletransportarse a sí mismo y no a su ropa, dejándolo (y a cualquiera que se teletransporte con él) desnudo cuando se rematerializa.

## Recepción
Jack Quaid fue nominado al Best Hero Award en los MTV Movie & TV Awards por interpretar a Hughie Campbell.